# Río Achiguate
El río Achiguate es un corto río costero (104,7 km) del suroccidente de Guatemala. Nace en la Sierra Madre, en las laderas sur del volcán de Fuego en los departamentos de Sacatepéquez y Escuintla. Discurre en dirección del sur, atravesando la planicie costera de Escuintla para desembocar en el océano Pacífico.
La proximidad del Achiquate al volcán de Fuego aumenta el riesgo de inundaciones y flujos de lodo.
El principal afluente es el río Guacalate, de 90.2 km. El sistema más largo en la cuenca alcanza los 125 km, y es una combinación del Bajo Achiguate (34.8 km) con el Guacalate. El Guacalate drena el «río Pensativo», el río que abastecía a la antigua capital de Antigua Guatemala.

## Descripción
El río nace cerca de la ciudad de Antigua Guatemala, en donde se conoce como «río Pensativo».  La cuenca del río Pensativo, junto con la del río Guacalate o Magdalena, drena su caudal al océano Pacífico por medio del río Achiguate, y tiene una superficie de 29.12 km², cubriendo parcialmente los municipios de La Antigua Guatemala, Santa Lucía Milpas Altas, San Bartolomé Milpas Altas y Magdalena Milpas Altas, todos del departamento de Sacatepéquez.  Entre los principales ríos que drenan hacia la subcuenca del río Pensativo están: Santa María,
Manzano, San Miguel, Las Cañas, El Sauce, Joya del Chilacayote y Zanjón Santa María; el río Pensativo atraviesa la cuenca de este a oeste y tiene una longitud de 10 km hasta desembocar en el río Guacalate.

### Impacto del río Pensativo en la Antigua Guatemala
La mayor parte del área de la subcuenta del Pensativo es quebrada, el 55% de la superficie tiene una pendiente superior al 35% y otras tienen pendientes superiores al 55%.  La diferencia de elevación entre el punto de salida de la subcuenca y las partes altas es de aproximadamente 920 m. Así pues, la pendiente del terreno tiene gran influencia sobre en el tipo de drenaje, la velocidad de las corrientes y la característica torrencial de la subcuenca.
Los trabajos de limpieza de arena, piedras y troncos del fondo del canal se hacían cada año antes de que comenzaran las lluvias. Para llevar a cabo estas limpias, se utilizaban pequeñas cuadrillas de aproximadamente veinte personas por sector, siendo estos normalmente contratados por el ayuntamiento y equipados con palas, piochas y azadones. Los trabajadores limpiaban el cauce arrojando el material hacia los lados, consiguiendo únicamente que el río subiera de nivel año con año y buscara un nuevo cauce.  En cada inundación, se limpiaban completamente las casas o calles azolvadas, mientras solamente se limpiaba lo suficiente del cauce del río para que este continuara fluyendo.
Excavaciones realizadas en 1997 en el extremo norte del terreno que ocupaba el Convento de Santo Domingo encontraron un lavadero de construcción colonial, enterrado a una profundidad de 0.70 m; asimismo, a 3.95 m de profundidad, exactamente bajo el puente del Matasanos, apareció una calle empedrada que estaba en dirección suroriente a norponiente. La dirección y localización de esta calle va de acuerdo al callejón del Matasanos que conduce hacia el puente del mismo nombre, y que aparece en el plano levantado en 1773 por el agrimensor José Rivera y Gálvez, en el de calles y distribución de agua del acueducto de Las Cañas de 1833 y en una pintura sobre el sistema de captación de agua del acueducto de Las Cañas, pintado en 1840.
El río Pensativo ha cambiado de curso aproximadamente cuarenta metros hacia el poniente y ha socavado parte de la última manzana en el lado sur del callejón que va desde las ruinas del convento de La Concepción hacia el puente del Matasanos. El cauce del río se introdujo dentro de lo que eran las siguientes manzanas habitadas:
- la manzana contigua al arco del Matasanos y al arco de las Monjas, los cuales desaparecieron tras el abandono de la ciudad en 1773.  Se reconstruyó únicamente el del Matasanos, posiblemente a aproximadamente 40 m hacia el poniente de su antigua posición.[9]
- parte de la manzana en la que estaba el Convento de Nuestra Señora de la Limpia Concepción; el río se salió de su curso colonial unos 50 m hacia el oriente en esta manzana.[9]
- la plaza de la iglesia de la Cruz del Milagro, que se encontraba al frente y al costado oriental de la ermita.  Sobre la plaza y al sur de la fachada de la iglesia existió una cruz, la llamada Cruz Misericordiosa, que también desapareció. En este lugar se puede apreciar claramente el cambio de nivel y curso del río, ya que este ahora pasa junto a lo que fue la sacristía de la iglesia. El nivel ha subido 2.07 m sobre lo que fue el nivel original de la plaza.[9]
- parte posterior del Beaterio y el Hospital de Belén.

Debido al traslado de la capital a un nuevo sitio y la despoblación que por ello sufrió la ciudad de Santiago de los Caballeros de Guatemala, desaparecieron: el barrio de la Santa Cruz en su totalidad; las calles y sitios habitados en las laderas del cerro ubicado en el barrio de Chipilapa; dos callejones al poniente de San Francisco y algunas otras calles y callejones más hacia el sur.  En el siglo xxi únicamente existe una calle del lado del barrio de Chipilapa, que bordea el curso del río y va desde la antigua ermita de La Cruz del Milagro, pasando por las ruinas de la Santa Cruz, hasta llegar al puente que se encuentra al sur de Belén.
| Nombre                        | Condición en el siglo XXI | Ubicación |
| ----------------------------- | ------------------------- | --- |
| Arco del Matasano             | Reconstruido              | Entrada a la ciudad, próximo al Convento de Santo Domingo; el actual está a unos 40 metros al poniente del colonial. |
| Arco de las Monjas            | Desaparecido              | Convento de la Concepción |
| Arco de la Cruz del Milagro   | Desaparecido              | Ermita de la Santa Cruz del Milagro |
| Arco de Santa Lucía           | Reconstruido              | En el límite oriental de la plaza de Santa Lucí; el puente reconstruido está a 50 m al poniente, sobre lo que fue la antigua plaza. |
| Sin identificar               | Desaparecido              | Frente al callejón de Mariposas, también desaparecido. |
| Arco de la Santa Cruz         | Desaparecido              | Sin identificar |
| Arco de la Cochera            | Desaparecido              | Vecino a un rastro de ganado menor, también desaparecido. |
| Arco de Matates o de Carranza | Reconstruido              | El puente moderno se encuentra a 2.66 m sobre el nivel del cauce; exactamente debajo del puente actual, a 2.16 m de profundidad, están los restos del arco colonial. Al lado sur del cauce, a 0.40 m del lecho del río se asoma una baranda de ladrillo con un albardón recubierto de estuco y al lado norte se aprecia la parte superior de una caja de distribución de agua. |
| Arco de Los Remedios          | Reconstruido              | El puente moderno está construido sobre las bases del arco colonial y está a 2.78 m sobre el nivel del cauce. La base es un muro dividido en dos partes, la inferior es colonial, con una altura de 0.80 m sobre el nivel actual del cauce y la parte superior tiene 1.98 m de altura.                                                                                         |
| Arco del Capacho              | Reconstruido              | El puente moderno está localizado a la altura del rastro municipal y está construido sobre el antiguo. Del lado sur, a 2.43 m debajo del puente, existe evidencia de un empedrado que llegaba hasta el antiguo puente, indicando lo que ha subido el nivel. |